# Energia nucleare in Spagna
Nel 2018, l'energia nucleare in Spagna ha generato il 20,43% dell'energia elettrica prodotta in totale nel Paese.
Nel 2019, sono presenti in questa nazione 5 centrali nucleari in funzione che dispongono complessivamente di 7 reattori operativi e 1 dismesso.
Non si stanno edificando nuove centrali nucleari.
Vi sono anche 2 centrali chiuse con un reattore ognuna (José Cabrera e Santa María de Garoña) e 5 parzialmente costruiti ma mai completati.

## Storia
Lo sfruttamento dell'energia nucleare in Spagna risale al 1964 con la decisione di costruire 3 reattori: il piccolo BWR di José Cabrera, uno più grande a Santa María de Garoña ed un reattore UNGG presso Trillo. Questi tre reattori fornirono una base di esperienza per il successivo sviluppo del nucleare spagnolo. Nel 1972 fu costituita la società statale ENUSA, ora ENUSA Industrias Avanzadas SA, per rilevare tutte le attività nucleari del paese.
All'inizio degli anni settanta fu iniziata la costruzione di una seconda serie di 7 reattori, mentre all'inizio degli anni ottanta ne fu iniziata una terza, composta da 5 reattori: a causa della moratoria sul nucleare del 1983 ne furono completati rispettivamente 5 e 2, lasciandone 5 incompleti; la decisione fu in seguito confermata nel 1994.
Tutto il nucleare spagnolo è controllato dalle società elettriche Endesa ed Iberdrola. Tutti i reattori sono programmati per aumentarne la potenza, sono già pianificati potenziamenti per 810 MW, mentre altri 519 MW sono in corso di valutazione.

### Chiusura del programma nucleare
Nel 1983 è stata promulgata una moratoria dal governo socialista e si sono discussi a lungo i programmi per l'abbandono dell'energia nucleare. Al momento dell'approvazione della moratoria, in Spagna c'erano 11 reattori in costruzione, 7 dei quali sono stati ultimati e attivati (Trillo, Vandellos 2, Cofrentes, Ascó 1 e 2, Almaraz 1 e 2) e 4 invece no (i 2 BWR della centrale di Valdecaballeros e i 2 PWR della centrale di Lemoniz).
Nel 2004 il presidente Zapatero disse «Manterremo il nostro compromesso di sostituzione graduale di energia atomica per altre più sicure, pulite e meno costose, in modo ordinato nel tempo e con il massimo di consenso sociale»; nel settembre del 2006 annunciò che non avrebbe rinnovato il permesso di esercizio alla centrale nucleare attiva più vecchia del Paese, quella di Santa María de Garoña a Burgos, che fu completata nel 1971 e la cui licenza di esercizio scadeva nel luglio 2009 mentre la vita operativa di 40 anni raggiungerà la scadenza nel 2011. Zapatero ha inoltre dichiarato l'intenzione di non rinnovare il permesso a nessuno degli altri sette reattori attivi, che dovrebbero pertanto chiudere entro il 2014, come quasi da programma di Joaquín Almunia, che nel 1999 aveva detto «Chiuderò tutte le centrali in 15 anni e Garoña subito».
Alla fine del 2023 il Consiglio dei ministri di Madrid presieduto da Pedro Sánchez, ha approvato un piano generale per la gestione dei rifiuti radioattivi che prevede l’abbandono graduale entro il 2035 dell’energia nucleare.
Per arrivare al completo phase out del nucleare, questo è il programma per il fermo delle centrali: Almaraz I (2027), Almaraz II (2028), Ascó I e Cofrentes (2030), Ascó II (2032), Vandellós e Trillo (2035).

### L'abrogazione della chiusura delle centrali
Contrariamente a questi annunci, nel 2009 il Nuclear Safety Council aveva raccomandato una proroga a Garoña di 10 anni, consentendole di funzionare fino al 2019, a luglio 2009 il governo spagnolo ha però concesso un'estensione di 4 anni (fino al 5 luglio 2013) del permesso di esercizio, ossia 2 anni oltre la vita operativa prevista inizialmente per questo impianto. A dicembre dello stesso anno ha approvato una legge che permette a tutti i reattori di produrre elettricità oltre i 40 anni "in base a considerazioni di interesse generale e alle direttrici ed obiettivi della politica energetica del governo". Ad inizio febbraio 2011 il parlamento spagnolo ha ratificato con voto quasi unanime la legge che abroga la precedente disposizione per la chiusura dei reattori al compimento dei 40 anni di vita. La proroga delle centrali, sarà stabilita da ora in poi dal Consejo de Seguridad Nuclear, sulla base di controlli e requisiti tecnici, indipendentemente dall'età dell'impianto. Tale organismo ha già stabilito il prolungamento della vita della centrale di Vandellós fino al 2020 e di quella dei due reattori della centrale di Ascó fino all'ottobre del 2021.

## Programma nucleare futuro
Per quanto riguarda la costruzione di nuove centrali, il governo è invece più cauto, affermando che spetta alle società elettriche la decisione di chiedere permessi per altre centrali.
Ad inizio 2012 il nuovo Governo Rajoy I ha iniziato a pensare ad una cancellazione della precedente moratoria, pensando quindi alla costruzione di nuovi impianti, il primo passo sarà quindi probabilmente la concessione della licenza di funzionamento all'impianto di Garoña fino al 2019 (ora bloccata per via politica al 2013), in linea quindi con le direttive dell'ente regolatore spagnolo del nucleare.

## Ciclo del combustibile
Non sono presenti impianti del ciclo del combustibile ad eccezione di un impianto presso Juzbado a Salamanca, creato nel 1985 che produce gli elementi di combustibile per i reattori spagnoli ed altri reattori europei, nel 2008 sono stati esportati oltre la metà dei 921 elementi di combustibile prodotti. La ENRESA possiede l'11% dell'impianto di arricchimento di Eurodif.

## Gestione dei rifiuti e depositi geologici
La società di stato ENRESA è stata fondata nel 1984 con il compito di gestire tutto il ciclo dei rifiuti dei reattori nucleari. Nel 1999 è stato approvato dal governo un piano generale per i rifiuti radioattivi, basato su una vita operativa degli impianti di 40 anni e che prevede di la necessità di avere 200.000 m3 per i rifiuti a basso e medio livello e 10.000 m3 per quelli ad alto livello. La gestione dei rifiuti e lo smantellamento è finanziato tramite un prelievo di circa l'1% su tutta l'elettricità consumata.
Dal 1983 la Spagna ha usato una politica del combustibile aperta, senza riprocessamento, i piani per lo stoccaggio del combustibile usato sono di un iniziale stoccaggio presso i reattori per un periodo di 10 anni. Sono previsti dei contenitori a secco presso l'impianto di Trillo a partire dal 2010, come deposito a lungo termine centralizzato, come prima fase per la definitiva scelta del sito geologico o dell'uso della trasmutazione.
A metà del 2006 il Parlamento ha approvato i piani della ENRESA per sviluppare un centro temporaneo di stoccaggio dei rifiuti nucleari entro il 2010, il NCS ha approvato il suo progetto, che è simile alla struttura di Habog presso la centrale elettrica di Borssele nei Paesi Bassi. Nel dicembre 2009 il governo ha chiesto ai comuni di volontariato per ospitare questo 700 milioni di euro per il Almacen Temporal Centralizado, che conterrà rifiuti ad alto livello ed il combustibile esausto, il governo ha offerto di pagare fino a 7,8 milioni all'anno una volta che l'impianto sarà operativo. È stato progettato per contenere per 100 anni 6700 tonnellate di combustibile utilizzato e 2600 m3 di rifiuti a livello intermedio, oltre a 12 m3 di rifiuti ad alto livello dal ritrattamento del primo reattore di Vandellòs. Si prevede che l'impianto sarà costruito in tre fasi. Ascó e Villar de Cañas sono due delle otto città che si sono offerte, attratte dalla prospettiva di 700 milioni in 20 anni ed i pagamenti annuali, oltre a molti posti di lavoro. È stata successivamente iniziata da parte dei detrattori dell'energia nucleare una campagna per dissuadere i residenti degli otto comuni, a questi si sono aggiunti anche alcuni governi regionali. A fine 2011 è stato poi scelto il sito di Villar de Cañas fra tutti i comuni in lizza per il sito centralizzato di raccolta.
ENRESA possiede un sito di stoccaggio per i rifiuti a medio e basso livello a El Cabril, Cordova.

## Produzione di uranio
La Spagna non è un produttore di uranio; la sua produzione storica al 2006 è di 5.028 t. Possiede piccole risorse uranifere, pari a 11.300 t a <130 $/kg nel "Red Book" del 2007, la Spagna ha sempre fatto affidamento sulle importazioni di uranio per soddisfare il suo fabbisogno interno.
Esplorazioni geologiche nel 2010 hanno aumentato notevolmente le stime base nell'area di Aguila ed in quella di Retordillo, entrambe nella provincia di Salamanca che hanno portato ad un raddoppio delle risorse base estraibili, portando quindi il totale a 20155 tonnellate di uranio. Ci sono poi alcuni progetti per valutare possibilità estrattive in aree vicine a queste due e nell'est del Paese.

## Centrali nucleari
Tutti i dati della tabella sono aggiornati a dicembre 2023.
| Reattori operativi |                    |           |                    |                         |                        |                        |
| Centrale | Potenza netta (MW) | Tipologia | Inizio costruzione | Allacciamento alla rete | Produzione commerciale | Dismissione (prevista) |
| Almaraz (Reattore 1) | 1011               | PWR       | 3 luglio 1973      | 1º maggio 1981          | 1º settembre 1983      | 2027                   |
| Almaraz (Reattore 2) | 1006               | PWR       | 3 luglio 1973      | 8 ottobre 1983          | 1º luglio 1984         | 2028                   |
| Ascó (Reattore 1) | 995                | PWR       | 16 maggio 1974     | 13 agosto 1983          | 10 dicembre 1984       | 2030                   |
| Ascó (Reattore 2) | 997                | PWR       | 7 marzo 1975       | 23 ottobre 1985         | 31 marzo 1986          | 2032                   |
| Cofrentes | 1064               | BWR       | 9 settembre 1975   | 14 ottobre 1984         | 11 marzo 1985          | 2030                   |
| Trillo (Reattore 1) | 1003               | PWR       | 17 agosto 1979     | 23 maggio 1988          | 6 agosto 1988          | 2035                   |
| Vandellòs (Reattore 2) | 1045               | PWR       | 29 dicembre 1980   | 12 dicembre 1987        | 3 marzo 1988           | 2035                   |
| Totale: 7 reattori per complessivi 7.121 MW |                    |           |                    |                         |                        |                        |
| Reattori in costruzione |                    |           |                    |                         |                        |                        |
| Totale: 0 reattori per complessivi 0 MW |                    |           |                    |                         |                        |                        |
| Reattori pianificati ed in fase di proposta |                    |           |                    |                         |                        |                        |
| Totale programmati: 0 reattori per complessivi 0 MW Totale proposti: 0 reattori per 0 MW |                    |           |                    |                         |                        |                        |
| Reattori dismessi |                    |           |                    |                         |                        |                        |
| Centrale | Potenza netta (MW) | Tipologia | Inizio costruzione | Allacciamento alla rete | Produzione commerciale | Dismissione            |
| José Cabrera (Reattore 1) | 141                | PWR       | 24 giugno 1964     | 14 luglio 1968          | 13 agosto 1969         | 30 aprile 2006         |
| Santa María de Garoña | 446                | BWR       | 1º settembre 1966  | 2 marzo 1971            | 11 maggio 1971         | 2 agosto 2017          |
| Vandellòs (Reattore 1) | 480                | UNGG      | 21 giugno 1968     | 6 maggio 1972           | 2 agosto 1972          | 31 luglio 1990         |
| Totale: 3 reattori per complessivi 1067 MW |                    |           |                    |                         |                        |                        |
| NOTE: - La normativa in vigore non prevede la possibilità di sostituzione e/o aumento del parco reattori al termine del ciclo vitale degli impianti ancora in funzione. È al vaglio la chiusura del programma nucleare nazionale, per il momento è stato prolungato il funzionamento di alcuni reattori |                    |           |                    |                         |                        |                        |